# Carlos Borrego
Carlos Alberto Diogo Soares Borrego (ur. 25 czerwca 1948 w Malanje) – portugalski inżynier i nauczyciel akademicki, profesor, w latach 1991–1994 minister środowiska.

## Życiorys
Absolwent inżynierii mechanicznej w Instituto Superior Técnico na Universidade Técnica de Lisboa (1972). Magisterium (1978) i doktorat (1981) uzyskiwał na Université libre de Bruxelles. Początkowo pracował w macierzystym instytucie, a następnie podczas odbywania służby wojskowej na uczelni w Luandzie. Od 1975 był zawodowo związany z Uniwersytetem w Aveiro, pełną profesurę uzyskał w 1991. Prowadził wykłady z zakresu inżynierii środowiska, inżynierii mechanicznej, inżynierii cieplnej, zarządzania środowiskowego i zrównoważonych systemów energetycznych.
W latach 1991–1993 pełnił funkcję ministra środowiska w drugim i trzecim rządzie Aníbala Cavaco Silvy. Odszedł z urzędu wkrótce po tym, jak publicznie zażartował, nawiązując do sytuacji w Évorze, gdzie w wyniku zatrucia aluminium zmarło 25 poddawanych hemodializie pacjentów. Od 1998 do 2002 był zastępcą rektora Uniwersytetu w Aveiro. W 2018 zakończył pracę naukową na tej uczelni.